# 30도 규칙
30도 규칙은 연속적으로 등장하는 동일한 피사체의 샷(shot)과 다음 샷 사이에, 카메라가 최소 30도 이상은 움직여야 한다는 영화 편집의 규칙이다.
연속성을 지키기 위해 적용되는 규칙으로, 장면을 찍은 다음 카메라의 위치를 이동할 때 적어도 30도를 벗어나야 한다는 규정이다. 만일 이 규칙을 무시하고 동일한 피사체(등장인물 혹은 사물)에 대해 카메라를 30도 이상 옮기지 않은 두 샷을 결합한다면 장면이 불연속적이고 무언가 건너뛴 것처럼 이상하게 보일 것이다. 즉 관객들은 카메라가 약간 점프한 것처럼 느껴 놀라게 된다. 이는 공간적으로 두 샷이 눈에 거슬리지 않게 전이되기 위해 필요한 각도 상의 차이가 충분히 나지 않았기 때문이다. 그래서 30도 법칙을 지키지 않게 되면, 이른바 점프 컷(jump cut, 비약전환)이라고 불리는 현상이 생긴다.

## 같이 보기
- 180도 규칙